# Wordy Rappinghood
Wordy Rappinghood è un singolo del gruppo musicale new wave statunitense Tom Tom Club, pubblicato nel 1981 dall'etichetta discografica Island. È stato il singolo di debutto del gruppo, primo estratto dall'eponimo album Tom Tom Club.
Il brano è stato prodotto da Chris Frantz e Steven Stanley e scritto dagli stessi insieme a Tina Weymouth, Laura Weymouth e Lani Weymouth.

## Tracce
12" Maxi (Island 600 379)
1. Wordy Rappinghood (Remix) - 6:42
2. Elephant - 5:11

7" Single
1. Wordy Rappinghood - 3:50
2. Wordy Rappinghood (You Don't Ever Stop) - 4:05

## Classifiche
| Paese         | Posizione massima |
| ------------- | ----------------- |
| Paesi Bassi   | 2                 |
| Regno Unito   | 7                 |
| Italia        | 18                |
| Nuova Zelanda | 35                |

## Versione delle Chicks on Speed
Il gruppo musicale pop tedesco delle Chicks on Speed ha realizzato una cover della canzone, inserita nell'album 99 Cents del 2003 dal quale è stata estratta come singolo in una versione più moderna.

## Curiosità
In Italia il brano ha avuto successo in quanto, con un testo pubblicitario d'occasione, è stato utilizzato quale colonna sonora degli spot televisivi di Mago G, il pagliaccio-mimo simbolo dei prodotti dell'industria dolciaria Galbusera. Successivamente è stato anche sigla della rubrica di RAIUNO Agenda casa, trasmessa dagli studi di Torino.

## Classifiche
| Paese       | Posizione massima |
| ----------- | ----------------- |
| Regno Unito | 66                |